# Premio Gandhi por la Paz
El Premio Internacional Gandhi por la Paz, nombrado en honor de Mahatma Gandhi, es otorgado anualmente por el Gobierno de la India. 
Como tributo a los ideales propugnados por Gandhi, el Gobierno de la India creó el Premio Internacional Gandhi por la Paz en 1995 con motivo del 125 aniversario del nacimiento de Mohandas Gandhi. Este es un premio anual otorgado a individuos e instituciones por sus contribuciones a la transformación social, económica y política a través de la no violencia y otros métodos gandhianos. El premio consiste en una cantidad de ₹ 1 Crore (10 millones) en efectivo, convertible en cualquier moneda del mundo, una placa y una mención. Está abierto a todas las personas independientemente de su nacionalidad, raza, credo o género.
El jurado que decide el adjudicatario cada año está compuesto por el Presidente de la India, el Primer ministro de la India, el líder de la oposición en el Lok Sabha, el presidente del Lok Sabha y otras personas eminentes.
Por lo general, solo se consideran las propuestas provenientes de personas competentes invitadas a nominar. Sin embargo, una propuesta no se considera inválida para su consideración por el jurado simplemente por no sido presentada por personas competentes. Si se considera que ninguna de las propuestas merece reconocimiento, el jurado es libre de no otorgar el premio ese año; el premio no fue otorgado entre los años 2006 a 2012, ambos inclusive. Solo los logros dentro de los 10 años inmediatamente anteriores a la nominación se consideran para el premio; sin embargo, se puede considerar un trabajo más antiguo si su importancia no se ha hecho evidente hasta hace poco tiempo. Para poder ser considerado, al menos un trabajo escrito debe haber sido publicado.

## Ganadores
|  | Indicates a joint award for that year |

| Año       | Laureado                 | Image        | F. Nacimiento / F. Defunción | País                       | Motivación |
| --------- | ------------------------ | ------------ | ---------------------------- | -------------------------- | --- |
| 1995      | Julius Nyerere           |              | 1922–1999                    | Bandera de Tanzania        | Julius Kambarage Nyerere fue un político tanzano quien ejerció como líder del país, y previamente de Tanganica, desde 1960 hasta su retirada en 1985.                                                                               |
| 1996      | A. T. Ariyaratne         |              | 1931-                        | Bandera de Sri Lanka       | Fundador del Movimiento Sarvodaya Shramadana. |
| 1997      | Gerhard Fischer          |              | 1921–2006                    | Bandera de Alemania        | Diplomático alemán, reconocido por su trabajo contra la lepra y la polio. |
| 1998      | Ramakrishna Mission      |              | desde 1897                   | Bandera de la India        | Organización fundada por Swami Vivekananda con el fin de promover el bienestar social, la tolerancia y la no violencia entre grupos desfavorecido.                                                                                  |
| 1999      | Baba Amte                |              | 1914–2008                    | Bandera de la India        | Trabajador social, conocido especialmente por su trabajo para la rehabilitación y el empoderamiento de las personas pobres que sufren de lepra.                                                                                     |
| 2000      | Nelson Mandela           |              | 1918-2013                    | Bandera de Sudáfrica       | Ex-Presidente de Sudáfrica |
| 2000      | Banco Grameen            |              | desde 1983                   | Bandera de Bangladés       | Fundado por Muhammad Yunus |
| 2001      | John Hume                |              | 1937-2020                    | Bandera del Reino Unido    | Político norirlandés y figura clave en el proceso de paz en Irlanda del Norte |
| 2002      | Bharatiya Vidya Bhavan   |              | desde 1938                   | Bandera de la India        | Fondo educativo que promueve la cultura india. |
| 2003      | Václav Havel             |              | 1936–2011                    | Bandera de República Checa | Último Presidente de Checoslovaquia y primer Presidente de la República Checa |
| 2004      | Coretta Scott King       |              | 1927–2006                    | Bandera de Estados Unidos  | Activista y líder de derechos civiles. |
| 2005      | Desmond Tutu             |              | 1931                         | Bandera de Sudáfrica       | Activista sudafricano de derechos sociales y obispo anglicano retirado que alcanzó la fama mundial durante la década de 1980 como opositor al apartheid.                                                                            |
| 2006-2012 | No se otorgó             | No se otorgó | No se otorgó                 | No se otorgó               | No se otorgó |
| 2013      | Chandi Prasad Bhatt      |              | 1934                         | Bandera de la India        | Ambientalista, activista social y pionero del movimiento Chipko. Fundó Dasholi Gram Swarajya Sangh (DGSS) |
| 2014      | ISRO                     |              | desde 1969                   | Bandera de la India        | Agencia espacial del gobierno indio. El objetivo es avanzar en la tecnología espacial y entregar sus aplicaciones. |
| 2015      | Vivekananda Kendra       |              | desde 1972                   | Bandera de la India        | Organización espiritual hindú basada en los principios predicados por Swami Vivekananda. |
| 2016      | Akshaya Patra Foundation |              | desde 2000                   | Bandera de la India        | Una organización sin ánimo de lucro de la India que dirige un programa de almuerzos escolares en todo el país. |
| 2016      | Sulabh International     |              | desde 1970                   | Bandera de la India        | Una organización de servicios sociales que trabaja para promover los derechos humanos, el saneamiento ambiental, las fuentes no convencionales de energía, la gestión de residuos y las reformas sociales a través de la educación. |
| 2017      | Ekal Abhiyan Trust       |              |                              | Bandera de la India        | Por su contribución en la provisión de educación para niños rurales y tribales en zonas remotas de la India, empoderamiento rural, género e igualdad social.                                                                        |
| 2018      | Yōhei Sasakawa           |              | 1939-                        | Bandera de Japón           | Por su contribución en la erradicación de la lepra en la India y en todo el mundo. |